# Куман, Рональд (младший)
Рональд Куман-младший (нидерл. Ronald Koeman Jr.; род. 23 мая 1995, Барселона) — нидерландский футболист, вратарь «Телстар».

## Карьера
Рональд является воспитанником клуба «Алмере Сити». Он попадал в заявку взрослой команды этого клуба, однако так и не дебютировал в его составе. Во взрослом футболе вратарь впервые сыграл в составе «Осс»: 29 апреля 2016 года он вышел на замену вместо Ксавьера Моуса на 83-й минуте встречи Эрстедивизи против «Волендама». Это была его единственная игра в первом сезоне. Рональд выступал за «ТОП Осс» на протяжении 6 лет, однако не стал там «первым номером», отыграв всего 37 встреч во второй лиге Нидерландов и пропустив в них 65 голов. В рамках Кубка Нидерландов ему доводилось играть с клубами из высшей лиги страны. Первой такой игрой стало разгромное поражение от «Фейеноорда» 22 сентября 2016 года, во время которого голкипер пропустил 4 мяча.
В 2021 году Рональд перешёл из «ТОП Осс» в «Телстар». За 4 первых сезона в этом клубе он отыграл 112 встреч в Эрстедивизи, пропустив 153 мяча. В сезоне 2024/25 Рональд отстоял в воротах «Телстара» все 38 матчей регулярного чемпионата и стал одним из героев плей-офф, по итогам которого его команда впервые за 47 лет добилась повышения в класс сильнейших.

## Личная жизнь
Отец Рональда, Рональд Куман-старший (род. 1963) — известный футболист и тренер. Его дядя Эрвин и дед Мартин тоже играли в футбол и занимались тренерством.